# Trifolium pallidum
Trifolium pallidum — вид рослин родини Бобові (Fabaceae).

## Опис
Однорічна, рідко дворічна трава, волохата. Стебла 15–50 см, висхідні або прямовисні, розгалужені. Черешки до 10 см; листочки 8–25 мм, ромбоподібно-еліптичні, обернено-яйцеподібні або еліптичні, зазубрені. Суцвіття 12–25 мм в діаметрі, кулясті або яйцеподібні, сидячі. Віночок 7–15 мм, блідо-жовтий. Цвіте з травня по червень. Насіння 1,2–1,8 мм, гладке, фіолетове.

## Поширення
Поширення: Північна Африка: Алжир; Марокко; Туніс. Західна Азія: Туреччина. Європа: Бельгія; Угорщина; Албанія; Болгарія; Колишня Югославія; Греція [вкл. Крит]; Італія [вкл. Сицилія]; Румунія; Франція [вкл. Корсика]; Іспанія [можливо]. Населяє вологі луки, суглинний або глинистий ґрунт, 0-300 (800) м.